# Tical 0: The Prequel
Tical 0: The Prequel è il terzo album dell'artista hip hop Method Man, pubblicato dalla Def Jam Recordings nel 2004.
Su Metacritic ottiene un voto pari a 51/100 basato su 13 recensioni.
| Recensione    | Giudizio |
| ------------- | -------- |
| AllMusic      | [ 1 ]    |
| Blender       | [ 3 ]    |
| Q             | [ 3 ]    |
| Spin          | [ 3 ]    |
| Rolling Stone | [ 4 ]    |

## Tracce
1. Intro (featuring RZA) – 1:01 (musica: Yogi, Will Amaze)
2. The Prequel (featuring Streetlife) – 2:07 (musica: Rick Rock)
3. Say What (featuring Missy Elliott) – 4:11 (musica: Puff Daddy, Tony Dofat)
4. What's Happenin' (featuring Busta Rhymes) – 3:52 (musica: DJ Scratch)
5. The Motto – 3:24 (musica: Lee Stone, Nashiem Myrick)
6. We Some Dogs (featuring Mr. Porter, Redman & Snoop Dogg) – 4:30 (musica: Mr. Porter)
7. The Turn (featuring Raekwon) – 3:01 (musica: RZA)
8. Tease (featuring Chinky) – 4:50 (musica: No I.D.)
9. Rodeo (featuring Ludacris) – 2:57 (musica: Boogz)
10. Baby Come On (featuring Kardinal Offishall) – 4:01 (musica: DJ Fafu)
11. Who Ya Rollin Wit (featuring Streetlife) – 4:26 (musica: Jelly Roll)
12. Never Hold Back (featuring E3 & Saukrates) – 3:05 (musica: E3)
13. The Show – 2:30 (musica: Self Service)
14. Act Right – 3:17 (musica: Rockwilder)
15. Afterparty (featuring Ghostface Killah) – 3:12 (musica: Q)
16. Crooked Letter I (featuring Streetlife & Mr. Porter) – 3:48 (musica: Mr. Porter)
17. Ridin' for Outro (performed by Black Ice) – 1:01 (musica: Yogi, Will Amaze)

## Classifiche

### Classifiche settimanali
| Classifica (2004)         | Posizione massima |
| ------------------------- | ----------------- |
| Canada                    | 3                 |
| Regno Unito               | 29                |
| Stati Uniti               | 2                 |
| US Top Rap Albums         | 4                 |
| US Top R&B/Hip-Hop Albums | 1                 |

### Classifiche di fine anno
| Classifica (2004)         | Posizione massima |
| ------------------------- | ----------------- |
| Stati Uniti               | 154               |
| US Top R&B/Hip-Hop Albums | 66                |